# میشائیل دگن
میشائیل دگن (آلمانی: Michael Degen؛ زادهٔ ۳۱ ژانویهٔ ۱۹۳۲ - درگذشتهٔ ۹ آوریل ۲۰۲۲) بازیگر اهل آلمان در سینما و تئاتر و همچنین کارگردان و نمایشنامه‌نویس بود.
از فیلم‌ها یا برنامه‌های تلویزیونی که وی در آن نقش داشته‌است، می‌توان به هانا آرنت و ترفند، طرح‌ریزی، رویارویی اشاره کرد.

## جوایز
- جایزه بزرگ هرسفلد ۱۹۶۹[۲]
- مدال کاینتس ۱۹۸۸[۳]
- خرس برلین ۲۰۰۳ (جایزه فرهنگ B.Z.)[۴]

## زندگی شخصی
دگن با همسر سوم خود در هامبورگ زندگی می‌کرد. او از ازدواج‌های قبلی چهار فرزند داشت. وی شهروند اسرائیل و آلمان بود.
دگن در ۹ آوریل ۲۰۲۲ در سن ۹۰ سالگی درهامبورگ درگذشت. در آگهی ترحیم که در فرانکفورتر آلگماینه زایتونگ درج شد، دگن را «بازیگری با ظرافت مالیخولیایی» نامید.

## میراث
در سال ۲۰۰۶، جو بایر از خاطرات دگن با آرون آلتاراس و ناجا اوهل در «همه قاتل نبودند» تلویزیون ARD فیلمبرداری کرد.